# Музей трёх актёров
Музей трёх актеров — музей, посвящённый троице актёров — Юрию Владимировичу Никулину, Георгию Михайловичу Вицину и Евгению Александровичу Моргунову. Располагается в Москве, на улице Новопетровской, дом 10. Вместимость музея до 15—20 человек.
Директор и создатель музея — артист эстрады и цирка Владимир Исаакович Цукерман.
Первое открытие музея состоялось 14 октября 1979 года в квартире на Войковской. Ленточку перерезал Юрий Никулин. В книге посетителей он оставил запись «Ухожу потрясённый» и изобразил рожицу убегающего человечка.
Второе открытие музея состоялось 14 мая 1993 года в Московском городском клубе кинолюбителей на улице Берзарина. Перерезал ленточку кинорежиссёр Леонид Гайдай.
Сегодня Музей трех актеров насчитывает более 15 тысяч экспонатов, так или иначе связанных с жизнью и творчеством Никулина, Вицина и Моргунова. В том числе, календари и открытки, плакаты и газетно-журнальные вырезки, куклы и маски, водка и конфеты, выпущенные в честь знаменитой тройки, около 300 видеокассет с фильмами, более сотни аудиокассет с их голосами, 500 альбомов с фотографиями актеров.